# Guillaume Gillet (fotbalista)
Guillaume Gillet (* 9. března 1984, Lutych, Belgie) je belgický fotbalový obránce a reprezentant, od roku 2017 hráč klubu Olympiacos Pireus.

## Reprezentační kariéra
V A-mužstvu Belgie debutoval 13. října 2007 v kvalifikačním utkání v Bruselu proti reprezentaci Finska (remíza 0:0).

### Reprezentační góly
Góly Guillaume Gilleta za A-mužstvo Belgie
| 01                  | 11. 9. 2012 | Stadion krále Baudouina, Brusel, Belgie | Chorvatsko | 01:10(45+2.) | 1:1 | kvalifikace na MS 2014 |
| Platí k 15. 8. 2017 |             |                                         |            |              |     |                        |